# Малошильнинское сельское поселение
Малоши́льнинское се́льское поселе́ние - муниципальное образование в Тукаевском районе Татарстана.
Административный центр - деревня Малая Шильна.

## Население
| 2010  | 2011  | 2012  | 2013  | 2014  | 2015  | 2016  |
| ----- | ----- | ----- | ----- | ----- | ----- | ----- |
| 2211  | ↗2215 | ↗2315 | ↗2507 | ↗2708 | ↗3039 | ↗3391 |
| 2017  | 2018  | 2021  |       |       |       |       |
| ↗3703 | ↗3899 | ↗6930 |       |       |       |       |

## Состав сельского поселения
| № | Населённый пункт | Тип населённого пункта          | Население |
| - | ---------------- | ------------------------------- | --------- |
| 1 | Белоус           | деревня                         |           |
| 2 | Большая Шильна   | село                            |           |
| 3 | Ильбухтино       | село                            |           |
| 4 | Ильичевский      | посёлок                         |           |
| 5 | Малая Шильна     | деревня, административный центр |           |
| 6 | Опушка           | посёлок                         |           |